# Cry of freedom (single)
Cry of freedom is een lied van Piet Veerman uit 1989. Het is oorspronkelijk een compositie van Giuseppe Verdi die hij samen met Bruce Smith bewerkte en van tekst voorzag. 
In 1989 bracht hij het op single uit, met een langere instrumentale versie op de B-kant. Ook verscheen het dat jaar op het gelijknamige album. Het nummer kwam op in elk geval drie verzamelalbums terug: The best of Piet Veerman (1993), Zijn mooiste songs (1995) en Sailin' home (Het beste van Piet Veerman) (1996).

## Hitlijsten

### Nederlandse Top 40
| Hitnotering: 11-11-1989 t/m 25-11-1989 | Hitnotering: 11-11-1989 t/m 25-11-1989 | Hitnotering: 11-11-1989 t/m 25-11-1989 | Hitnotering: 11-11-1989 t/m 25-11-1989 | Hitnotering: 11-11-1989 t/m 25-11-1989 |
| Week:                                  | 1                                      | 2                                      | 3                                      |                                        |
| -------------------------------------- | -------------------------------------- | -------------------------------------- | -------------------------------------- | -------------------------------------- |
| Positie:                               | 34                                     | 32                                     | 36                                     | uit                                    |

### NederlandseNationale Hitparade
| Hitnotering: 21-10-1989 t/m 9-12-1989 | Hitnotering: 21-10-1989 t/m 9-12-1989 | Hitnotering: 21-10-1989 t/m 9-12-1989 | Hitnotering: 21-10-1989 t/m 9-12-1989 | Hitnotering: 21-10-1989 t/m 9-12-1989 | Hitnotering: 21-10-1989 t/m 9-12-1989 | Hitnotering: 21-10-1989 t/m 9-12-1989 | Hitnotering: 21-10-1989 t/m 9-12-1989 | Hitnotering: 21-10-1989 t/m 9-12-1989 | Hitnotering: 21-10-1989 t/m 9-12-1989 |
| Week:                                 | 1                                     | 2                                     | 3                                     | 4                                     | 5                                     | 6                                     | 7                                     | 8                                     |                                       |
| ------------------------------------- | ------------------------------------- | ------------------------------------- | ------------------------------------- | ------------------------------------- | ------------------------------------- | ------------------------------------- | ------------------------------------- | ------------------------------------- | ------------------------------------- |
| Positie:                              | 87                                    | 71                                    | 51                                    | 35                                    | 33                                    | 39                                    | 57                                    | 81                                    |                                       |